# Saison 2012-2013 de l'AS Nancy-Lorraine
Maillots
Dernière mise à jour : 21 avril 2013.
Chronologie
Saison précédente Saison suivante
La saison 2012-2013 de l'AS Nancy-Lorraine, club de football français, voit le club évoluer en Ligue 1, en Coupe de France et en Coupe de la Ligue.

## Résumé de la saison
Le président du club Jacques Rousselot a fixé les objectifs du club lors d'une conférence de presse le 2 juillet 2012 à l'occasion de la reprise de l'entrainement. Il indique que le club visera le maintien en Ligue 1 et cela le plus rapidement possible pour pouvoir si possible vise plus haut par la suite. Enfin il aimerait que le club fasse un coup dans une des deux coupes nationales (Coupe de la Ligue et Coupe de France).
Le club mise sur la stabilité, obtenant notamment le transfert de Yohan Mollo après des prestations convaincantes la saison précédente avec le club. Malgré un premier succès (1-0) face à Brest lors de la 1ère journée, l'équipe accumule les défaites (dont 6 de rang de la 3e à la 8e journée), et lâche à plusieurs reprises les points de la victoire, notamment à Troyes lors de la 13e journée (match nul 3-3, après avoir mené 3-1 à 10 minutes de la fin de la rencontre). À la suite d'une nouvelle défaite 4-2 à Bastia, l'ASNL boucle la phase aller à la dernière place, avec seulement 11 points, ainsi que 8 points de retard sur le premier non-relégable, et les relations du club avec l'entraîneur Jean Fernandez se tendent.
À la suite des départs au mercato d'hiver de Yohan Mollo, puis d'André Luiz après 8 ans passés au club, c'est au tour de l'entraîneur lui-même de quitter subitement l'ASNL, 48 heures avant la rencontre face à Lille. Patrick Gabriel, directeur du centre de formation, remplace alors Jean Fernandez, d'abord pour un simple intérim, puis jusqu'à la fin de saison, car l'ASNL comble son retard sous ses ordres, prenant 24 points en 15 rencontres. Le club nancéien sort de la zone rouge lors de la 33e journée à la suite de la victoire (3-1) contre Évian Thonon Gaillard, mais trébuche en fin de championnat : après deux revers face à Lyon (0-3) et à Bordeaux (2-3), il s'incline 1-2 à domicile le 18 mai 2013 contre le SC Bastia. Ce résultat, conjugué à celui de ses adversaires directs, voit le club relégué en Ligue 2. Après une ultime victoire face au Stade brestois 2 buts à 1, l'AS Nancy-Lorraine termine 18e du championnat.
En Coupe de la Ligue, l'ASNL est éliminée dès son entrée en compétition face au Stade rennais, mais réalise un bon parcours en Coupe de France, atteignant les quarts de finale (élimination 3-0 face à Troyes).

## Transferts

### Mercato d'été
| Type              | Date             | Prix    | Joueur               | Ancien/Nouveau club                  |
| Achats · (3,5 M€) | 10 mai 2012      | Libre   | Abdou Rahman Dampha  | Neuchâtel Xamax (D1)                 |
| Achats · (3,5 M€) | 23 mai 2012      | 800 k€  | Romain Grange        | LB Châteauroux (Ligue 2)             |
| Achats · (3,5 M€) | 1er juin 2012    | Gratuit | Thomas Ayasse        | AC Arles-Avignon (Ligue 2)           |
| Achats · (3,5 M€) | 30 juin 2012     | -       | Salif Sané           | Girondins de Bordeaux (Ligue 1)      |
| Achats · (3,5 M€) | 30 juin 2012     | -       | Thomas Mangani       | AS Monaco (Ligue 2)                  |
| Achats · (3,5 M€) | 1er juillet 2012 | 2 M€    | Yohan Mollo          | Grenade CF (Ligua)                   |
| Achats · (3,5 M€) | 16 juillet 2012  | 700 k€  | Jeff Louis           | Le Mans FC (Ligue 2)                 |
| Achats · (3,5 M€) | 28 juillet 2012  | Gratuit | Vincent Muratori     | AS Monaco (Ligue 2)                  |
| Achats · (3,5 M€) | 2 août 2012      | Gratuit | Simon Zenke          | Samsunspor (D1)                      |
| Retour de prêt    | 21 juin 2012     | -       | Distel Zola          | La Havre AC (Ligue 2)                |
| Retour de prêt    | 30 juin 2012     | -       | Pascal Berenguer     | RC Lens (Ligue 2)                    |
| Retour de prêt    | 30 juin 2012     | -       | Marama Vahirua       | AS Monaco (Ligue 2)                  |
| Retour de prêt    | 1er juillet 2012 | -       | Fouad Rachid         | SAS Épinal (National)                |
| Retour de prêt    | 1er juillet 2012 | -       | Paul Alo'o Efoulou   | La Havre AC (Ligue 2)                |
| Fin de contrat    | 1er juillet 2012 | -       | Reynald Lemaître     | Libre                                |
| Ventes · (4 M€)   | -                | -       | Jérémie Pillot       | KV Courtrai (Jupiler Pro League)     |
| Ventes · (4 M€)   | 13 juin 2012     | Gratuit | Bakaye Traoré        | AC Milan (Série A)                   |
| Ventes · (4 M€)   | 21 juin 2012     | Gratuit | Distel Zola          | La Havre AC (Ligue 2)                |
| Ventes · (4 M€)   | 21 juin 2012     | Gratuit | Jean Calvé           | SM Caen (Ligue 2)                    |
| Ventes · (4 M€)   | 27 juin 2012     | 4 M€    | Samba Diakité        | Queens Park Rangers (Premier League) |
| Prêt              | 14 juin 2012     | -       | Benjamin Jeannot     | LB Châteauroux (Ligue 2)             |
| Prêt              | 26 juillet 2012  | -       | Alexandre Cuvillier  | SM Caen (Ligue 2)                    |
| Prêt              | 3 septembre 2012 | -       | Pascal Berenguer     | Tours FC (Ligue 2)                   |
| Retour de prêt    | 22 juin 2012     | -       | Jung Jo-gook         | AJ Auxerre (Ligue 2)                 |
| Retour de prêt    | 1er juillet 2012 | -       | Daniel Niculae       | AS Monaco (Ligue 2)                  |
| Retour de prêt    | 1er juillet 2012 | -       | Moustapha Bayal Sall | AS Saint-Étienne (Ligue 1)           |

### Mercato d'hiver
Le mercato d'hiver est marqué par le départ de Jean Fernandez qui était à la tête de l'équipe depuis 18 mois. Il a été remplacé par Patrick Gabriel, précédemment entraîneur de la réserve du club.
| Type              | Date             | Prix   | Joueur           | Ancien/Nouveau club               |
| Prêt              | 22 janvier 2013  | -      | Yassine Jebbour  | Stade rennais (Ligue 1)           |
| Retour de prêt    | 1er janvier 2013 | -      | Junior Joachim   | US Boulogne (National)            |
| Ventes · (3,2 M€) | 14 janvier 2013  | 700k€  | André Luiz       | -                                 |
| Ventes · (3,2 M€) | 24 janvier 2013  | 2,5 M€ | Massadio Haidara | Newcastle United (Premier League) |
| Ventes · (3,2 M€) | 24 janvier 2013  | -      | Simon Zenke      | Istanbul BB (D1)                  |
| Prêt              | 2 janvier 2013   | -      | Yohan Mollo      | AS Saint-Etienne (Ligue 1)        |
| Prêt              | 19 janvier 2013  | -      | Hélder           | SC Internacional (Brasileirão)    |

## Effectif et encadrement technique
Le tableau suivant liste l'effectif professionnel de l'AS Nancy-Lorraine pour la saison 2012-2013.

## Rencontres de la saison

### Ligue 1

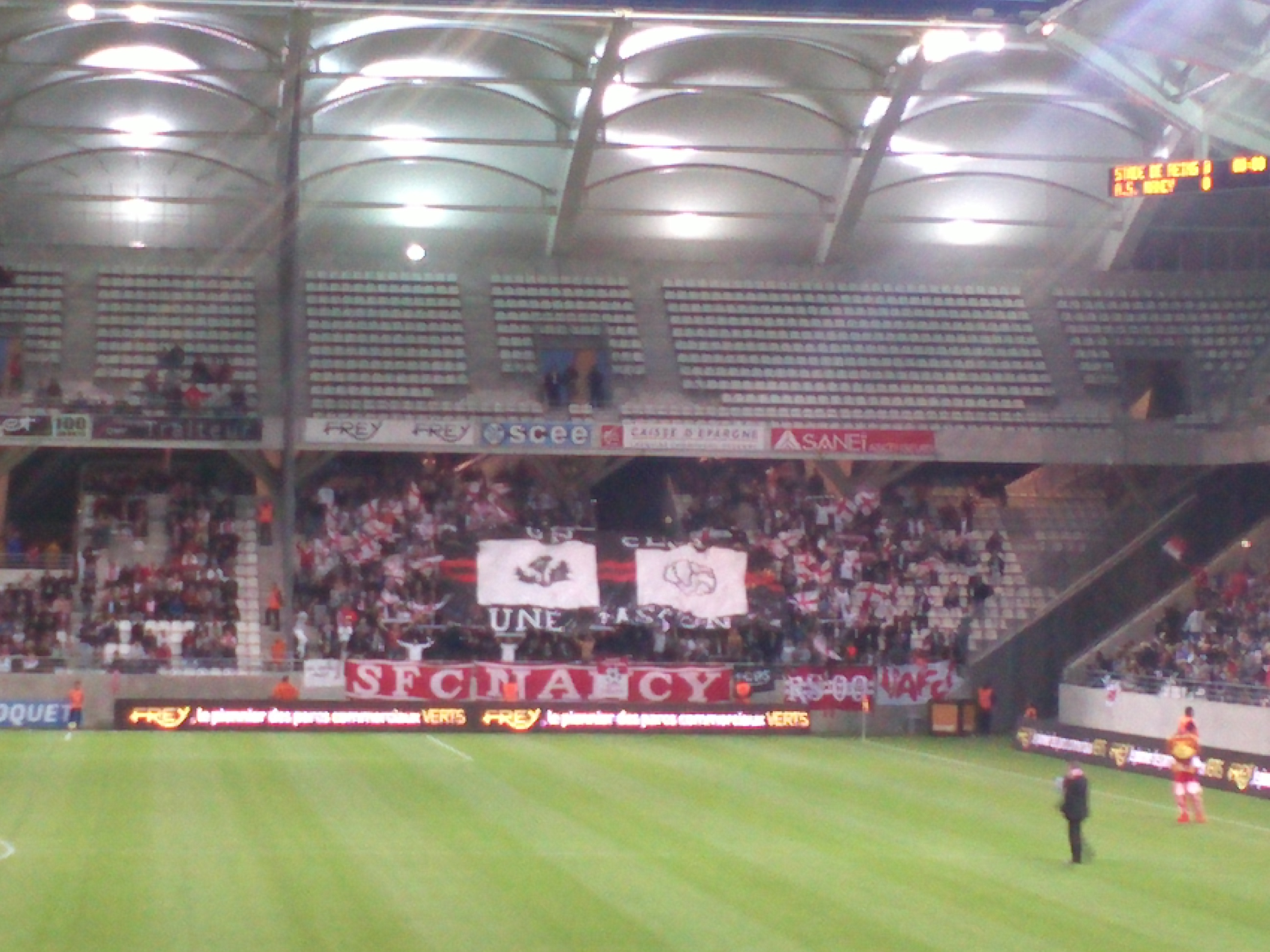
Supporters de Nancy à Reims.

#### Évolution du classement
Nota : l'ordre des journées est celui dans lequel elles ont été jouées. La place au classement est celle à l'issue du week-end ou du milieu de semaine.
| Journées   | 1  | 2  | 3  | 4   | 5   | 6   | 7   | 8   | 9   | 10  | 11  | 12  | 13  | 14  | 15  | 16  | 17  | 18  | 19  | 20  | 21  | 22  | 23  | 24  | 25  | 26  | 27  | 28  | 29  | 30  | 31  | 32  | 33  | 34  | 35  | 36  | 37  | 38  |
| ---------- | -- | -- | -- | --- | --- | --- | --- | --- | --- | --- | --- | --- | --- | --- | --- | --- | --- | --- | --- | --- | --- | --- | --- | --- | --- | --- | --- | --- | --- | --- | --- | --- | --- | --- | --- | --- | --- | --- |
| Résultat   | V  | N  | D  | D   | D   | D   | D   | D   | N   | D   | D   | D   | N   | N   | N   | N   | N   | N   | D   | N   | D   | V   | V   | D   | D   | D   | V   | D   | V   | V   | V   | N   | V   | N   | D   | D   | D   | V   |
| Classement | 5e | 8e | 9e | 15e | 17e | 19e | 19e | 19e | 20e | 20e | 20e | 20e | 20e | 20e | 20e | 20e | 19e | 20e | 20e | 20e | 20e | 20e | 19e | 20e | 20e | 20e | 19e | 20e | 20e | 19e | 18e | 18e | 17e | 16e | 17e | 18e | 19e | 18e |

 Résultat: D = Défaite ; N = Nul ; V = Victoire.

### Coupe de la ligue
| 16e de finale    | Stade rennais FC                  | 3 - 2   | AS Nancy-Lorraine                  |                                                                               |                                                                               |
| 25/09/2012 20:50 | Alessandrini 16e · Erding 27e 47e | (2 - 1) | 14e Bakar · 84e Moukandjo          | Stade de la route de Lorient Spectateurs : 8 458 Arbitrage : Alexandre Castro | Stade de la route de Lorient Spectateurs : 8 458 Arbitrage : Alexandre Castro |
| 25/09/2012 20:50 | Apam 71e                          | Rapport | 49e Louis · 53e Zenke · 78e Ayasse | Stade de la route de Lorient Spectateurs : 8 458 Arbitrage : Alexandre Castro | Stade de la route de Lorient Spectateurs : 8 458 Arbitrage : Alexandre Castro |

### Coupe de France
| 32e de finale    | (DH (Div.6)) FC Drouais | 1 - 5 | AS Nancy-Lorraine                                                                           |                                                                 |                                                                 |
| 05/01/2013 18h00 | Hicham Tabate 50e       | (0-4) | 4e 10e Benjamin Moukandjo · 18e Djamel Bakar · 31e Thomas Ayasse · 90+2e Paul Alo'o Efoulou | Stade du Vieux-Pré Spectateurs : 2 500 Arbitrage : Saïd Ennjimi | Stade du Vieux-Pré Spectateurs : 2 500 Arbitrage : Saïd Ennjimi |
| 05/01/2013 18h00 | Rapport                 |       |                                                                                             | Stade du Vieux-Pré Spectateurs : 2 500 Arbitrage : Saïd Ennjimi | Stade du Vieux-Pré Spectateurs : 2 500 Arbitrage : Saïd Ennjimi |

| 16e de finale    | (Ligue 1) OGC Nice                                                        | 2 - 2 2 - 4 t. a. b. | AS Nancy-Lorraine                                                                         |                                                            |                                                            |
| 23/01/2013 14h15 | Alexy Bosetti 7e · Darío Cvitanich 90+7e                                  | (1 - 1)              | 23e 57e Paul Alo'o Efoulou                                                                | Stade du Ray Spectateurs : 3 536 Arbitrage : Benoît Millot | Stade du Ray Spectateurs : 3 536 Arbitrage : Benoît Millot |
| 23/01/2013 14h15 | Kévin Anin 59e                                                            | Rapport              | 47e Vincent Muratori · 94e Salif Sané ·                                                   | Stade du Ray Spectateurs : 3 536 Arbitrage : Benoît Millot | Stade du Ray Spectateurs : 3 536 Arbitrage : Benoît Millot |
| 23/01/2013 14h15 | Didier Digard · Darío Cvitanich · Timothée Kolodziejczak · renato Civelli | Tirs au but 2 - 4    | Thomas Ayasse · Joël Sami · Sébastien Puygrenier · Abdou Rahman Dampha · Vincent Muratori | Stade du Ray Spectateurs : 3 536 Arbitrage : Benoît Millot | Stade du Ray Spectateurs : 3 536 Arbitrage : Benoît Millot |

| 8e de finale     | (CFA 2) AS Minguettes Vénissieux        | 0 - 2 a. p. | AS Nancy-Lorraine                            |                                                             |                                                             |
| 27/01/2013 19h00 |                                         | (0-0)       | 106e Benjamin Moukandjo · 120e Thomas Ayasse | Matmut Stadium Spectateurs : 5 000 Arbitrage : Saïd Ennjimi | Matmut Stadium Spectateurs : 5 000 Arbitrage : Saïd Ennjimi |
| 27/01/2013 19h00 | Grégory Kouam 43e · Maxime Cassara 103e |             | 43e Julian Janvier · 114e Lossémy Karaboué   | Matmut Stadium Spectateurs : 5 000 Arbitrage : Saïd Ennjimi | Matmut Stadium Spectateurs : 5 000 Arbitrage : Saïd Ennjimi |

| 1/4 de finale       | (Ligue 1) ES Troyes AC                           | 3 - 0   | AS Nancy-Lorraine |                                                                      |                                                                      |
| 16 avril 2013 18h00 | Bréchet 52e · Faussurier 74e · Camus 81e         | (0 - 0) |                   | Stade de l'Aube, Troyes Spectateurs : 7 789 Arbitrage : Tony Chapron | Stade de l'Aube, Troyes Spectateurs : 7 789 Arbitrage : Tony Chapron |
| 16 avril 2013 18h00 | Thiago Xavier 34e · Othon 55e · Enza-Yamissi 62e | Rapport | 73e Sané          | Stade de l'Aube, Troyes Spectateurs : 7 789 Arbitrage : Tony Chapron | Stade de l'Aube, Troyes Spectateurs : 7 789 Arbitrage : Tony Chapron |

## Statistiques
(août 2015).

### Classement buteurs
| Place | Nom                  | Ligue 1 | Coupe de France | Coupe de la Ligue | TOTAL des BUTS |
| 1     | Benjamin Moukandjo   | 5 buts  | 3 buts          | 1 but             | 9 buts         |
| 2     | Djamel Bakar         | 5 buts  | 1 but           | 1 but             | 7 buts         |
| 3     | Paul Alo'o Efoulou   | 3 buts  | 3 buts          | -                 | 6 buts         |
| 4     | Sébastien Puygrenier | 7 buts  | -               | -                 | 7 buts         |
| 4     | Thomas Ayasse        | 2 but   | 2 buts          | -                 | 4 buts         |
| 6     | Yohan Mollo          | 3 buts  | -               | -                 | 3 buts         |
| 7     | Jordan Lotiès        | 2 buts  | -               | -                 | 2 buts         |
| 7     | Salif Sané           | 2 buts  | -               | -                 | 2 buts         |
| 7     | André Luiz           | 2 buts  | -               | -                 | 2 buts         |
| 7     | Romain Grange        | 2 buts  | -               | -                 | 2 buts         |
| 11    | Lossémy Karaboué     | 1 but   | -               | -                 | 1 but          |
| 11    | Simon Zenke          | 1 but   | -               | -                 | 1 but          |
| 11    | Florent Zitte        | 1 but   | -               | -                 | 1 but          |
| Total | 13 buteurs           | 33 buts | 9 buts          | 2 buts            | 44 buts        |

### Classement passeurs
| Place | Nom                | Ligue 1   | Coupe de France | Coupe de la Ligue | TOTAL des PASSES |
| 1     | Djamel Bakar       | 4 passes  | -               | -                 | 4 passes         |
| 2     | Romain Grange      | 3 passes  | -               | -                 | 3 passes         |
| 2     | Benjamin Moukandjo | 2 passes  | 1 passe         | -                 | 3 passes         |
| 4     | Thomas Mangani     | 2 passes  | -               | -                 | 2 passes         |
| 5     | André Luiz         | 1 passe   | -               | -                 | 1 passe          |
| 5     | Massadio Haïdara   | 1 passe   | -               | -                 | 1 passe          |
| 5     | Hélder             | 1 passe   | -               | -                 | 1 passe          |
| 5     | Jordan Lotiès      | 1 passe   | -               | -                 | 1 passe          |
| 5     | Simon Zenke        | 1 passe   | -               | -                 | 1 passe          |
| 5     | Yassine Jebbour    | 1 passe   | -               | -                 | 1 passe          |
| 5     | Jeff Louis         | -         | 1 passe         | -                 | 1 passe          |
| 5     | Lossémy Karaboué   | -         | 1 passe         | -                 | 1 passe          |
| Total | 12 passeurs        | 16 passes | 3 passes        | -                 | 19 passes        |

## Impact populaire

### Affluences
Affluence de l'AS Nancy-Lorraine au Stade Marcel Picot